# Gladys Swarthout

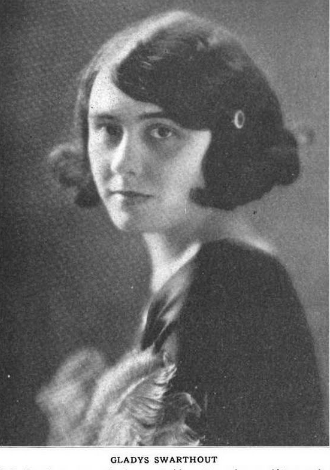
Gladys Swarthout (1922)

Gladys Swarthout (* 25. Dezember 1897 in Deepwater/Missouri; † 7. Juli 1969 in Florenz, Italien) war eine US-amerikanische Sängerin (Mezzosopran).

## Leben
Swarthout wuchs zunächst in Oklahoma, dann in Kansas City auf, wo sie dreizehnjährig Solosängerin im Kirchenchor ihrer Gemeinde wurde. Nach dem Abschluss der Highschool debütierte sie in einem Recital mit dem Detroit Symphony Orchestra. Während ihrer Ausbildung am Bush Conservatory in Chicago trat sie 1924 an der Chicago Civic Opera als Hirtenjunge in Tosca auf und erhielt dort weitere kleine Rollen. Im gleichen Jahr hatte sie in St. Louis einen Auftritt als Mercedes in der Oper Carmen neben Mary Garden. Ab 1925 trat sie während drei Saisons mit der Ravina Opera Company auf.
1929 debütierte sie an der Metropolitan Opera als Cieta in La Gioconda. Aufgrund ihrer zierlichen Figur wurde sie bevorzugt in Hosenrollen eingesetzt. In den Folgejahren sang sie Rollen wie den Pierotto in Linda di Chamounix, Siebel in Faust, Adalgisa in Norma, Niejata in Sadko und Stephano in Roméo et Juliette. Berühmt wurde sie mit den Titelrollen in Georges Bizets Carmen und Ambroise Thomas’ Mignon.
Beim Film debütierte Swarthout 1935 in Marion Gerings Rose of the Rancho. Bis 1939 war sie an weiteren Filmen beteiligt. Während des Zweiten Weltkrieges engagierte sie sich in der Truppenbetreuung. Nach 1945 redezierte sie ihr Engagement an der Oper und profilierte sich als Konzert- und Liedsängerin. 1947 trat sie mit dem NBC Symphony Orchestra unter Leitung von Arturo Toscanini in einer Aufführung von Hector Berlioz’ Sinfonie Roméo et Juliette im Hörfunk auf. Auf Schallplatte nahm sie auch Kompositionen von George Gershwin, Cole Porter, Jerome Kern und Richard Rodgers auf.
Als Folge eines rheumatischen Fiebers in ihrer Kindheit litt Swarthout an einem Herzklappenfehler. Nach einer Herzoperation 1956 zog sie nach Italien, wo sie sich der Unterstützung von Eltern mit an rheumatischem Fieber erkrankten Kindern widmete.

## Filmographie
- 1935: Rose of the Rancho (Regie: Marion Gering)
- 1936: Give Us This Night (Regie: Alexander Hall)
- 1937: Champagne Waltz (Regie: A. Edward Sutherland)
- 1938: Romance in the Dark (Regie: H. C. Potter)
- 1939: Ambush (Regie: Kurt Neumann)

## Anmerkung
1. ↑  Als Geburtsjahr findet man häufig 1900 genannt. Auf ihrem Grabstein ist jedoch 1897 als Geburtsjahr angegeben.

| Personendaten    | Personendaten             |
| ---------------- | ------------------------- |
| NAME             | Swarthout, Gladys         |
| KURZBESCHREIBUNG | US-amerikanische Sängerin |
| GEBURTSDATUM     | 25. Dezember 1897         |
| GEBURTSORT       | Deepwater (Missouri)      |
| STERBEDATUM      | 7. Juli 1969              |
| STERBEORT        | Florenz                   |